# Adoretus rothkirchi
Adoretus rothkirchi är en skalbaggsart som beskrevs av Ohaus 1914. Adoretus rothkirchi ingår i släktet Adoretus och familjen Rutelidae. Inga underarter finns listade i Catalogue of Life.